# Stazione di Offenbach (Main) Centrale
La stazione di Offenbach (Main) Centrale (in tedesco Offenbach (Main) Hbf) è la principale stazione ferroviaria della città tedesca di Offenbach am Main.